# Acrotomus aithogaster
Acrotomus aithogaster là một loài tò vò trong họ Ichneumonidae.